# 비모수 통계학
비모수 통계학(nonparametric statistics) 또는 비모수 통계(非母數統計)는 통계학에서 모수에 대한 가정을 전제로 하지 않고 모집단의 형태에 관계없이 주어진 자료에서 직접 확률을 계산하여 통계학적 검정을 하는 분석법이다. 비모수적(non-parametric), 비모수 검정법(NPAR test) 혹은 분포 무관(distribution-free) 검정법이라고도 한다.

## 비모수 통계법 사용의 조건
- 자료가 나타내는 모집단의 현상이

```
 정규분포가 아닐 때
```

- 자료가 나타내는 모집단의 현상이

```
 정규분포로 적절히 변환되지 못할 때
```

- 자료의 표본(sample) 수가 적을 때
- 자료들이 서로 독립적일 때
- 변인의 척도가 명명척도나 서열척도일 때

## 비모수 통계의 특징
- 가정을 만족시키지 못한 상태에서 그대로 모수 통계분석을 함으로써 발생할 수 있는 오류를 줄일 수 있다.
- 질적척도로 측정된 자료도 분석이 가능하다.
- 비교적 신속하고 쉽게 통계량을 구할 수 있으며 결과에 대한 해석 및 이해 또한 용이하다.
- 많은 표본을 추출하기 어려운 경우에 사용하기 적합하다.[1]

## 중간값을 통한 비모수적 검정법들
- 부호 검정(sign test): 관측치들 간에 같다 혹은 크거나 작다라는 주장이 사실인지 아닌지를 검정[2]
- 윌콕슨 부호-순위 검정(Wilcoxon signed-rank test): 크거나 작음을 나타내는 부호뿐만 아니라 관측치 간의 차이의 크기 순위까지를 고려하여 검정[2]
- 만-위트니 U 검정(Mann–Whitney U test)
- 크러스컬-월리스 검정(Kruskal-Wallis test): 3개 이상 집단의 중앙값 차이를 검정[2]

## 같이 보기
- 프리드먼 검정
- 기본 및 응용 사회 심리학
- p-해킹